# Friedrichstadt (Berlijn)
Friedrichstadt is een historisch stadsdeel van Duitse stad Berlijn en bevindt zich in het stadsdeel Berlin-Mitte. De stad werd in 1688 aangelegd en vernoemd naar de Brandenburg-Pruisische keurvorst, en latere koning Frederik I. Bij de gemeentelijke herindeling en tot stand koming van Groot-Berlijn in 1920 kwam het noordelijke deel van Friedrichstadt toe aan het district Mitte en het zuidelijke deel aan Kreuzberg, tegenwoordig het district Friedrichshain-Kreuzberg. 

## Geschiedenis
Na de dood van keurvorst Frederik Willem I in 1688 liet zijn zoon Frederik III, de latere koning Frederik I, de stad bouwen ten zuiden van Dorotheenstadt, ten zuidwesten van Friedrichswerder en ook ten zuidwesten van de steden Berlin en Cölln. Op 1 januari 1970 werd Friedrichstadt samen met de dan nog zelfstandige steden Berlin-Cölln, Friedrichswerder en Dorotheenstadt verenigd tot één stad. In 1871 woonden er 76359 mensen in Friedrichstadt, het hoogste aantal dat ooit gehaald zou worden. 
Tijdens de Tweede Wereldoorlog werden vele historische gebouwen beschadigd, vaak zo zwaar dat ze daarna gesloopt moesten worden Door de bouw van de Berlijnse Muur in 1961 werd de voormalige Friedrichstadt ook tussen Oost- en West-Berlijn verdeeld. 
In de zuidelijke helft werd vanaf eind jaren zestig rond de Mehringplatz een nieuwbouwwijk gebouwd. In de noordelijke helft kwam er vanaf de jaren 70 nieuwe bebouwing. Aan de bijna volledig verwoestte Leipziger Straße werd voornamelijk hoge appartementen gebouwd. 